# 锯鼠鲨属
锯鼠鲨属（學名：Serratolamna）是鼠鲨目鋸鼠鯊科（學名：Serratolamnidae）下的一个化石單型属。
这些鲨鱼生活于白垩纪到始新世时期的海洋中，年代大约在9970万到5030万年前。
曾经被认为与它相似的有关属包括白垩鲨属、白垩鼠鲨属、白垩刺甲鲨属、Dallasiella、副鲭鲨属和Plicatolamna。

## 物种
该属包括以下物种：
- 非洲锯鼠鲨 Serratolamna africana
- 阿氏锯鼠鲨 Serratolamna amonensis
- ?科氏锯鼠鲨 Serratolamna khderii
- Serratolamna gafsana  White, 1926
- ?Serratolamna lerichei (Casier, 1946)
- 锯齿锯鼠鲨 Serratolamna serrata (Agassiz 1843) [3]

## 描述
锯鼠鲨属的化石主要是牙齿和零散的椎骨。它们的牙齿不对称，牙冠光滑，多尖牙，牙根的基部边缘呈V形。根据其牙齿的大小推测，锯鼠鲨属的体长似乎不会超过1.5米。

## 分布
目前在美国的始新世地层和法国、马达加斯加、墨西哥、摩洛哥、瑞典和美国白垩纪的沉积物中发现了该属的物种化石。